# 纳黑塔尔-瓦尔道
纳黑塔尔-瓦尔道是德国图林根州的一个市镇。总面积32.97平方公里，总人口3146人，其中男性1543人，女性1603人（2011年12月31日），人口密度95人/平方公里。